# Sedlčany
Sedlčany (deutsch Selčan; auch Seltschan) ist eine Stadt im Bezirk Příbram in Tschechien. Sie liegt etwa 30 km östlich von Příbram und gehört zur Region Mittelböhmen.

## Geographie
Sedlčany liegt im Selčaner Becken (Sedlčanská kotlina) an der Einmündung des Baches Sedlecký potok in den Mastnik. Nachbarorte sind Osečany im Norden, Klimětice im Nordosten, Kosova Hora im Osten, Janov und Radeč im Südosten, Libíň und Vysoký Chlumec im Süden, Ořikov und Třebnice im Südwesten, Břekova Lhota und Chramosty im Westen sowie Dublovice und Přičovy im Nordwesten.

## Geschichte

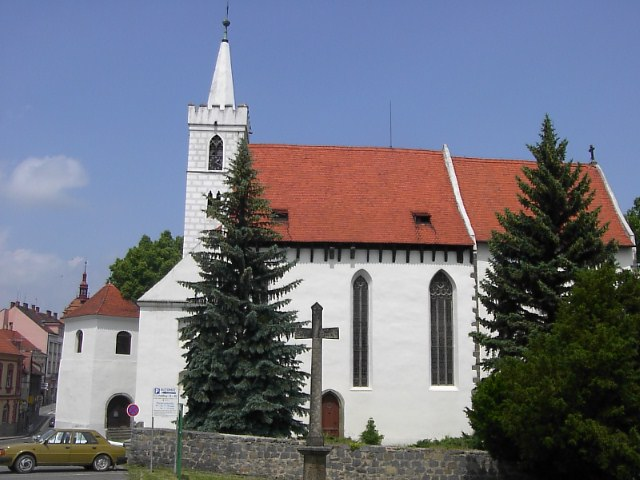
St.-Martins-Kirche

Sedlčany gehört zu den ältesten Siedlungen in Mittelböhmen. Es entstand im Hochmittelalter im Rahmen der Kolonisation durch die Přemysliden. Die Pfarrkirche St. Martin wurde nach 1275 errichtet. 1294 wurde Sedlčany als Marktdorf bezeichnet und war im Besitz des Ulrich II. von Neuhaus. 1337 verpfändete der böhmische König Johann von Böhmen Sedlčany seinem Oberstkämmerer Peter I. von Rosenberg. 1353 wurde es zum Städtchen erhoben, das die Rosenberger Grundherrschaft bildete, zu der um 1370 drei Kleinstädte und 15 Dörfer gehörten. Für das Jahr 1379 sind 18 Fleischläden und mehrere Tuchmacher nachgewiesen. Unter Ulrich II. von Rosenberg erhielt Sedlčany 1418 Privilegien, die denen einer königlichen Stadt entsprachen. Obwohl Ulrich auf Seiten des Kaisers Sigismund stand, bekannte sich die Bevölkerung während der Hussitenkriege zu den Vier Prager Artikeln. Nachdem 1425 in Sedlčany mehrere Landedelleute hingerichtet worden waren, fiel es danach für kurze Zeit an die Taboriten. Nach dem Tod ihres Vaters Johann Popel von Lobkowitz 1470 machten Děpolt von Lobkowitz und dessen Geschwister Ansprüche auf Rosenberg geltend, das von Johann II. von Rosenberg 1464 ihrem Vater zur Begleichung von Schulden verpfändet worden war. 1475 erhielten sie stattdessen Sedlčany verpfändet. Nach Begleichung der Schulden fiel Sedlčany wieder an die Rosenberger zurück. Für das Jahr 1524 ist das städtische Spital nachgewiesen.
1580 tauschte Wilhelm von Rosenberg Sedlčany und Křepenice mit seinem Wirtschaftsverwalter Jakob Krčín von Jelčany, von dem er das große Wildgehege und den Hof Rohn (Leptáč) bei Netolice erhielt, auf dem er das Schloss Kratochvíle erbaute. Jakob Krčín errichtete in Sedlčany u. a. eine Brauerei und eine große Mühle. Als er 1604 ohne männliche Nachkommen starb, fielen seine Besitzungen an den letzten Rosenberger Peter Wok zurück. Er verkaufte die Herrschaft Sedlčany an den böhmischen Oberstkanzler Zdeněk Vojtěch von Lobkowicz, der die gewaltsame Rekatholisierung durchführte. Von den Verwüstungen durch die Schweden im Dreißigjährigen Krieg erholte sich Sedlčany erst Mitte des 18. Jahrhunderts. Von wirtschaftlicher Bedeutung war ab dem 19. Jahrhundert neben der Landwirtschaft die fabrikmäßige Herstellung von Textilien. 1894 erhielt Sedlčany Bahnanschluss.

## Sehenswürdigkeiten
- Die St.-Martin-Kirche aus dem letzten Viertel des 13. Jahrhunderts wurde 1864 umgebaut. Aus dem frühgotischen Bau haben sich der Turm, die Sakristei und das Hauptportal erhalten.
- Die Mariä-Himmelfahrt-Kirche mit barocker Ausstattung wurde von 1732 bis 1735 an der Stelle einer Franziskanerkapelle errichtet.
- Schloss Červený Hrádek
- Im Norden der Stadt befindet sich die Rennstrecke Autodrom Sedlčany.

## Stadtgliederung
Die Stadt Sedlčany besteht aus den Ortsteilen
- Doubravice (Doubrawitz)
- Hradišťko (Hradischko)
- Lhotka, Libíň (Libin)
- Oříkov (Worschikau)
- Sedlčany (Seltschan)
- Sestrouň (Sestraun)
- Solopysky (Solopisk)
- Třebnice (Trebnitz)
- Vítěž (Witesch) und
- Zberaz (Sberas)
- sowie der Ortslage Červený Hrádek (Rothradek).

## Söhne und Töchter der Stadt
- Petrus Codicillus (1553–1589), Schreiber des Prager utraquistischen Konsistoriums und einer der Urheber der Confessio Bohemica sowie von 1572 bis 1573 Rektor der Karlsuniversität
- Josef Wenzel Radetzky von Radetz (1766–1858), österreichischer Feldmarschall
- Karel Baxa (1863–1938), Erster Bürgermeister (Primator) von Prag
- Karl Aschenbrenner (1865–1955), österreichischer Bürgerschuldirektor, Maler und Illustrator
- Siegfried Adler (1871–1945), österreichischer Opern- und Operettensänger
- Anna Kvapilová (1905–1992), tschechoslowakisch-norwegische Bibliothekarin